# Josep Torrent i Alabau
Josep Torrent i Alabau (Bellcaire d'Empordà, 1956) és un escriptor català. Va començar escrivint llibres per infants i joves, sovint amb un component històric. S'inspirava en la seva pròpia filla. Més tard van seguir novel·les per adults. Durant anys va ser cap de la policia municipal d'Olot, cosa que li va permetre augmentar el nivell de realisme de les seves novel·les policíaques.
Alguns dels seus contes s'han traduït al cors, occità, bretó i euskera. Va escriure el guió de la pel·lícula 1212 any de la Croada. Durant el festival «Tiana Negra» el 2014 li va ser atorgat el primer premi literari Agustí Vehí amb La sang és més dolça que la mel, una novel·la sobre uns assassinats i un robatori amb el Teatre-Museu Dalí a Figueres com escenari.

## Premis
- Premi Montserrat Roig de Narrativa 2004 – Martorelles — Conjuntament
- XVIII Premi Ferran Canyameres de novel·la 2008 per La Mirora mata els dimarts.
- XX Premi Ferran Canyameres de novel·la 2010 per Detalls culinaris.[5]
- XIIè Premi Víctor Mora 2010 – Fundació Víctor Mora – L’Escala
- Premi Montserrat Roig de Narrativa 2011 – Martorelles
- Premi Calldetenes de narrativa Armand Quintana 2011 per La noia que fa vint mesos que és a la presó.
- XXVIIè premi Ramon Muntaner 2012 per De cara a Tramuntana. Publicat com Abans de la batalla.
- Premi V Concurs literari de Castellbisbal 2013
- Premi Memorial Agustí Vehí de novel·la negra de Tiana 2014 per La sang és més dolça que la mel
- VI Premi Empordà de novel·la 2023, amb Salvador Casas, per Jo he robat el manuscrit Voynich

## Obres destacades
Literatura infantil i juvenil
- El príncep de Vilamaniscle, Editorial Cruïlla - El vaixell de vapor vermell (1994). Cinquena edició desembre 2003.
- L’estranya desaparició de la Laura, Alfaguara Grup Promotor (1998). S'està reeditant des de fa 26 anys. Se n’han venut més de 20.000 exemplars.
- Encara en queden, Alfaguara Grup Promotor (2000). S'està reeditant des de fa 24 anys.
- El capitell, Museu d’Art de Girona (2002)
- Ibrahim, Barcanova - Antaviana Jove (2004)
- Abans de la batalla[6][7], Estrella Polar. Premi Ramon Muntaner 2012 amb el títol De cara a tramuntana (2012).
- El drac Turfú a la Muntanya Gran, Edicions Vitel·la (2015)
- El drac Turfú a Vilabertran, juntamente amb Laura Torrent, Santillana Grup Promotor (2018)
- Després de la batalla, Editorial Oliveras (2019). Publicat amb el pseudònim Guillem de Foixà i escrit amb Judith Cobeña i Guàrdia i Andreu Pérez Mingorance. A part d’això ha escrit contes curts per a infants. Alguns s'han publicat a la revista Mil dimonis de Catalunya Nord i s'han traduït al cors, a l’occità, al bretó i a l’euskera.

Literatura per adults
- Fum, pedres, mirall (2007, contes, Editorial Quadrivium)
- La Mirora mata els dimarts (2008, Pagès editors) Premi Ferran Canyameres 2008[8]
- Detalls culinaris (2010, Pagès editors) Premi Ferran Canyameres 2010[9]
- Els amors de Na Loba i Hug d'Empúries (2014)
- La sang és més dolça que la mel (2014, Crims.cat, Alrevés)[10] Premi Memorial Agustí Vehí 2014[11]
- La noia que fa vint mesos que és a la presó (2015, Crims.cat, Alrevés)[12]
- Soldadets de plom (2016, Col·lecció DeLite, Llibres del Delicte)[13]
- 996 (2016, Alrevés)[14]
- Eines de matar (2023, Pagès editors)
- Jo he robat el manuscrit Voynich, juntament amb Salvador Casas Busquets, (2023, Brau edicions).

Publicacions per a adults – Conjuntament amb altres autors
- 10x10 microrelats (2006, Edicions de La quadriga)
- Cavalcada de poesia (2008, Editorial Quadrívium)
- Crims.cat (2010, Editorial Alrevés)
- Fotons apaivagats (2010, La Busca Edicions)
- Assassins de Girona (2017, Llibres del delicte)

Cinema
- Guionista de la pel·lícula medieval 1212 l'any de la croada